# 謝亞·藍格里爾斯
謝亞·萊恩·藍格里爾斯（英語：Shea Ryan Langeliers，1997年11月18日—），為美國職棒大聯盟的捕手，目前效力於運動家。

## 職業生涯

### 亞特蘭大勇士
2019年大聯盟選秀，藍格里爾斯在首輪第9順位被勇士選中。他從1A出發，繳出2成55的打擊率。
2020年，小聯盟賽事因COVID-19疫情全面暫停。2021年，他在2A繳出2成58的打擊率，並敲出22轟與52分打點。球季結束後，藍格里爾斯升上3A。

### 奧克蘭運動家
2022年3月14日，勇士將藍格里爾斯、Cristian Pache、Ryan Cusick和Joey Estes交易到運動家，換來麥特·歐森。這年他入選未來之星明星賽，而他也以敲出一轟拿下單場MVP。最後他在8月16日登上大聯盟。
他在初登場就敲出大聯盟首安，並在隔日敲出首轟。2024年4月9日，他首度敲出單場三響砲。5月8日，他單場打回生涯新高的8分打點。

## 個人生活
藍格里爾斯大學時期主修工程學系。

## 外部連結
- 球員資訊和成績在MLB，ESPN，Baseball-Reference，Fangraphs（英文）